# Phyllotis osgoodi
Phyllotis osgoodi is een zoogdier uit de familie van de Cricetidae. De wetenschappelijke naam van de soort werd voor het eerst geldig gepubliceerd door Mann in 1945.

## Voorkomen
De soort komt voor in Chili.